# Josip Pagliaruzzi

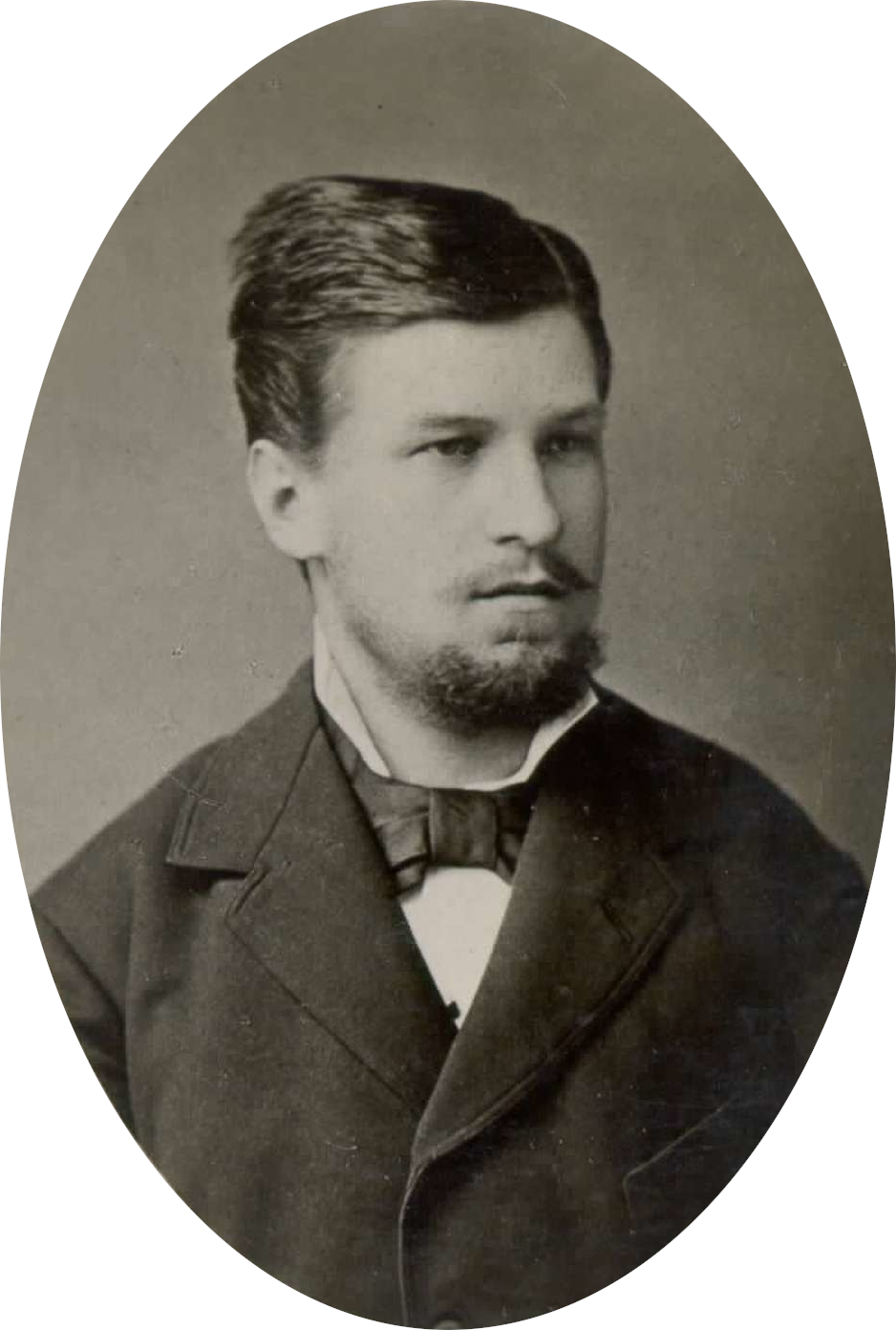
Josip Pagliaruzzi

Josip Pagliaruzzi (Kobarid, 26 mei 1859 – Gorizia, 1 maart 1885) was een Sloveens dichter en auteur uit Kobarid, die soms ook het pseudoniem Krilan gebruikte.  
Pagliaruzzi was initiatiefnemer voor de leeszaal in Kobarid. Met dat initiatief wilde hij de kennis en waardering voor de Sloveense taal stimuleren. De Sloveense nationale beweging richtte aan het eind van de 19e eeuw in alle Sloveense kroonlanden leeszalen op, een actievorm die de Taborbeweging opvolgde. 
Aanvankelijk waren de dichter en uitgever Josip Stritar en vooral de pastoor van Kobarid Simon Gregorčič Pagliaruzzi's voorbeelden, maar dat veranderde toen hij het epische werk van Anton Aškerc leerde kennen. Hij geldt dan ook als opvolger van Aškerc. Het werk van Pagliaruzzi, dat wordt gekenmerkt door patriottisme en liefdeslyriek, werd in 1896 in Gorizia de eerste keer uitgegeven. 
Zijn vader Izidor Pagliaruzzi was afgevaardigde in de landdag van Primorska en de burgemeester van Kobarid. Pagliaruzzi is begraven in Kobarid. 

## Werken
- Zbrani spisi I.
- Zbrani spisi II.
- Zbrani spisi III.